# Christine Loudes
Christine Marie-Helene Loudes (ur. 1972, zm. 28 grudnia 2016) – belgijska prawniczka specjalizująca się w prawach człowieka. W działalności społecznej skupiała się na równości płci i prawach kobiet.

## Edukacja
Ukończyła studia na Uniwersytecie Roberta Schumanna w Strasburgu z tytułem magistra nauk politycznych i prawa i na Uniwersytecie w Nottingham z tytułem magistra prawa z praw człowieka oraz Queen's University w Belfaście (2003) z tytułem doktora nauk humanistycznych i polityki.

## Działalność
2004–2008 – w ILGA - Europe jako dyrektor ds. politycznych;
W kolejnych latach – kierownik kampanii prowadzonej przez Amnesty International (AI) pod nazwą End FMG, gdzie protestuje się przeciw rytualnemu obrzezywaniu dziewczynek i młodych kobiet.
Od 2015 – działalność w Europejskim Instytucie ds. Równości Płci.

## Nagrody i odznaczenia
2014 – AI przyznała jej Nagrodę Obrończyni Płci (Gender Defender Award)